# Novo Selo (miasto Zvornik)
Novo Selo (cyr. Ново Село) – wieś w Bośni i Hercegowinie, w Republice Serbskiej, w mieście Zvornik. W 2013 roku liczyła 622 mieszkańców.